# Uria Simango
Uria Timoteo Simango (15 marzo 1926 – 1979?) è stato un pastore protestante, rivoluzionario e politico mozambicano.

## Biografia
Simango fu uno dei fondatori del FRELIMO, di cui divenne il vice presidente. Nel 1969, dopo l’uccisione di Eduardo Mondlane, presidente dell’organizzazione, Simango assunse la presidenza ma il suo ruolo fu contestato e due mesi dopo fu costituito un triumvirato, in cui Simango venne affiancato da Samora Machel e Marcelino dos Santos. Il triumvirato durò per pochi mesi: nel FRELIMO si verificarono lotte intestine e nel novembre 1969 Simango, che rappresentava l’ala moderata, fu espulso dal Comitato Centrale dell’organizzazione, mentre Machel e dos Santos assunsero il controllo totale del FRELIMO. Nell’aprile del 1970 Simango andò in esilio in Egitto con altri dissidenti e fondò il COREMO, un piccolo movimento di liberazione di cui divenne il presidente. Nel 1974, dopo la Rivoluzione dei garofani, Simango ritornò in Mozambico e con altri rivoluzionari dissidenti fondò il Partido da Coligação Nacional (PCN) sperando di prevalere sul FRELIMO in libere elezioni. Il 7 settembre 1974 il governo portoghese firmò con il FRELIMO gli accordi di Lusaka, con cui si riconosceva il diritto del Mozambico all’indipendenza, che sarebbe stata proclamata formalmente nel giugno 1975; nel frattempo il Mozambico sarebbe stato guidato da un’amministrazione transitoria composta da un Alto commissario portoghese e un governo di transizione in cui il FRELIMO avrebbe designato il Primo ministro e due terzi degli altri ministri. I portoghesi speravano di guadagnare tempo per dare spazio a partiti moderati, ma il FRELIMO si oppose a libere elezioni con la partecipazione di altri partiti. Nel maggio 1975 Simango fu rapito in Malawi, dove si era rifugiato, e condotto in Mozambico nella base di Nachingwea, dove fu obbligato a firmare una confessione con numerose accuse contro di lui. Il 25 giugno 1975 la proclamazione dell’indipendenza portò il FRELIMO ad assumere il potere come partito unico; Machel divenne presidente e dos Santos vice presidente. Nel novembre 1975 Simango fu internato in un campo di rieducazione insieme ad altri dissidenti. Fra il 1977 e il 1980 fu segretamente giustiziato senza un regolare processo. Non si conoscono il luogo e la data esatta della sua esecuzione, che secondo alcuni avvenne nell’ottobre 1979; non si conoscono neanche le modalità dell’esecuzione e il luogo della sepoltura. Nel 1982 venne giustiziata anche la moglie di Simango, Celina, già esponente del FRELIMO anche se non di primo piano. Solo nel 1992 il governo ammise ufficialmente l’esecuzione di Simango e di altri dissidenti, ma non rivelò altri particolari. Nel 2005 l’ex vice presidente dos Santos ha affermato in un’intervista televisiva che Simango e gli altri dissidenti giustiziati erano traditori. Secondo i suoi biografi, Simango era un personaggio carismatico, contrario al potere del partito unico, che poteva risultare minaccioso per l’egemonia del FRELIMO. Il monopolio del partito unico fu abolito dalla costituzione del Mozambico nel 1990 e le prime libere elezioni furono tenute nel 1994.